# Punta Parda
Punta Parda este o arie protejată (sit de importanță comunitară — SCI) din Croația întinsă pe o suprafață de 78,91 ha, integral marine.

## Localizare
Centrul sitului Punta Parda este situat la coordonatele 43°59′59″N 15°09′22″E / 43.999771°N 15.156044°E.

## Înființare
Situl Punta Parda a fost declarat sit de importanță comunitară în iulie 2013 pentru a proteja un număr necunoscut de specii din flora spontană și fauna sălbatică aflate în arealul zonei.

## Biodiversitate
Situată în ecoregiunea marină mediteraneană, aria protejată conține 1 habitat natural: Recifuri.
La baza desemnării sitului se află un număr nedeclarat de specii protejate.